# Axiomata, wenn es deren in dergleichen Dingen giebt
Die Axiomata ist eine theologische Streitschrift Gotthold Ephraim Lessings, die im März 1778 im Zuge des Fragmentenstreites entstanden ist. 

## Entstehung
Der Text erschien zusammen mit Eine Parabel als zweite Antwort auf die Reaktion des Hamburger lutherischen Theologen Johann Melchior Goeze gegen Lessings Gegensätze in den Freywilligen Beyträgen. Goeze hatte in seiner Rezension vom 30. Januar 1778 Lessing vorgeworfen, den gemeinsamen christlichen Glauben zu untergraben und unterstellte Lessing eine Leugnung einer geschichtlichen Offenbarung überhaupt. Dazu prangerte Goeze Lessings Veröffentlichung der Fragmente des Reimarus unverhüllt als staatsgefährdende, revolutionäre Tat an. Auch forderte Goeze ein Eingreifen der Obrigkeit.
Die Veröffentlichung der Axiomata erfolgte gleichzeitig mit der Parabel in der zweiten Märzhälfte des Jahres 1778, jedoch muss Lessing die Stücke schon Ende Februar, spätestens Anfang März fertiggestellt haben, wie ein Brief von Joachim Heinrich Campe an Friedrich Nicolai vom 4. März 1778 zeigt.

## Inhalt
Lessings Axiomata unterteilen sich in zehn Unterpunkte sowie eine Einleitung. Der letzte der zehn Unterpunkte beinhaltet, wie bei den anderen Schriften des Fragmentenstreits üblich, eine Zusammenfassung sowie eine deutliche Spitze gegen Goeze.
Lessing stellt in den Axiomata heraus, dass die Bibel nicht die einzige Quelle für die Wahrheit sei, die hinter dem Christentum steht. So enthalte die Bibel auch Informationen, die nur am Rande für die christliche Religion wertvoll sind. Dies mache das Werk jedoch nicht weniger wertvoll. Ebenso enthalte die Bibel von Menschen verursachte Widersprüche, trotzdem kann der Mensch die göttliche Wahrheit herausfiltern. Lessing führt ebenso an, dass der genaue Wortlaut der Schrift nicht uneingeschränkt mit dem göttlichen Willen hinter der christlichen Religion gleichzusetzen sei.
Lessing sieht die Bibel und die Offenbarung nicht als dasselbe an, sondern betrachtet die Bibel als ein Zeugnis der Offenbarung. Ein Argument dafür sieht Lessing darin, dass das Christentum schon eine Religion war, bevor die Bibel existierte. Das Christentum bestand so schon eine geraume Zeit, bevor Evangelisten und Apostel die Bibel geschrieben hatten. Dementsprechend kann nach Lessing nicht die ganze Wahrheit der christlichen Religion auf der Schrift beruhen. Nicht der reine Wortlaut, sondern der Sinn der biblischen Schriften seien wahr. So hätten nach Lessing auch ohne schriftliche Niederlegung des Neuen Testaments die Lehren Christi Auswirkungen gehabt. Ebenso bleibe die Religion wahr, selbst wenn alle Exemplare der Bibel verschwänden.
Daraus schlussfolgert Lessing, dass die christliche Religion nicht wahr sei, weil Evangelisten und Apostel sie verbreiteten, sondern weil sie eine innere Wahrheit besitze. Die christliche Religion sei so das Ergebnis von Gottes Willen, die Menschen die Wahrheit zu lehren. Darum erhalte sie ihre Wahrheit nicht aus der Schrift, sondern umgekehrt. Eine Absolutsetzung der Bibel sei nach Lessing so falsch und überaus gefährlich.

## Wirkung
Lessings Parabel sowie die Axiomata besaßen einen stark polemischen Ton gegenüber seinem Widersacher Goetze. Dementsprechend verlor der sogenannte Fragmentenstreit nicht an Intensität, sondern entfachte sich sogar neu. In kurzen Etappen erschienen im April 1778 neben Reaktionen verschiedener Theologen wie Friederich Daniel Brehm oder Johann Balthasar Lüderwald Lessings erster Anti-Goeze sowie Goetzes Erwiderung Etwas Vorläufiges. Im Allgemeinen muss die Wirkung bereits unmittelbar nach ihrem Erscheinen groß gewesen sein, sowohl positive als auch negative Reaktionen sind festzustellen.